# Механ
Меха́н (тадж. Меҳан — родина; до 2008 года — Кизил Нишон - красный знак) — село в районе Рудаки Республики Таджикистан. Входит в состав джамоата (сельской общины) Гулистон района Рудаки.
Находится недалеко от г. Душанбе, на расстоянии 23 км от райцентра (пгт. Сомониён) и 3 км от центра общины (село Гулистон).
Население — 1151 чел. (2017).